# Amauris ochlea
Amauris ochlea is een dagvlinder uit de familie Nymphalidae. De soort komt voor in het zuiden van Afrika.
De spanwijdte varieert van 55 tot 65 millimeter.

## Ondersoorten
- Amauris ochlea ochlea
- Amauris ochlea bumilleri Lanz, 1896
- Amauris ochlea ochleides Staudinger, 1896
- Amauris ochlea darius Rothschild & Jordan, 1903
- Amauris ochlea affinis Aurivillius, 1911
- Amauris ochlea moya Turlin, 1994

1. ↑  (en) Amauris ochlea op de IUCN Red List of Threatened Species.